# Barrio de San Miguelito
El Barrio de San Miguelito es uno de los siete barrios originarios de la ciudad de San Luis Potosí. El día del barrio es el 29 de septiembre, festividad del Arcángel Miguel. La celebración se lleva a cabo con bailes tradicionales, novenarios, puestos de artesanías y comida y la presencia de fuegos artificiales.

## Localización
Está limitado al norte por la calle Pascual M. Hernández, al poniente por la calle Coronel Romero, al sur por las calle Coronel Ontañón y al oriente por el Jardín Colón y la Calzada de Guadalupe. La Calzada de Guadalupe ha sido la frontera entre el Barrio de San Miguelito y el Barrio de San Sebastián desde la época virreinal.

## Historia
La fundación del barrio de San Miguelito se remonta al 14 de abril de 1597, fecha en que el alcalde mayor de San Luis ordenó a Francisco Jocquineque y varios indios tlaxcaltecas que, a partir de la huerta del convento de San Francisco se construyera un pueblo de indios. Les fue otorgado 2500 varas de tierras. El pueblo tenía un gobierno compuesto por un alcalde, un alguacil mayor y dos oficiales de justicia. Los pobladores se dedicaban al cultivo del maíz y frijol, a la ganadería de ovejas y cabras y al comercio en general. El pueblo quedó en manos de la Orden Franciscana. La villa fue conocida en diferentes épocas como San Miguel, San Francisquito y la Santísima Trinidad. En 1820 todavía se llamaba barrio de la Santísima Trinidad hasta que en 1830 se le conoció como San Miguelito. Esto sucedió después de que el pueblo adquiriera la categoría de municipio en 1827. En la primera mitad del siglo XIX fue el segundo municipio más poblado del estado con 5300 habitantes. En 1868 perdió su estatus de municipio cuando fue absorbida junto a las otras seis villas indígenas por la ciudad de San Luis Potosí.
El Jardín de San Miguelito fue peatonalizado en los años 1970 para unirlo con el atrio del templo. Para conocer más sobre la historia y fundación de este barrio consulte: Quezada (2013)

## Templo de San Miguelito
Es una iglesia parroquial, con su original y fachada barroca, que Rafael Montejano adjetivó como bella y original, única en San Luis. La fachada del templo de San Miguelito, el cual se comenzó a construir en 1733 y en 1868 se elevó a categoría de parroquia. Es obra de los franciscanos, según lo indica una inscripción en el arco. La imagen de piedra del Arcángel Miguel en el remate de la fachada no es la original. El original se caía frecuentemente con los vientos pero nunca se rompía. La original existió hasta que durante un día con mucha lluvia un rayo la partió en dos.
Su frontispicio es el único en San Luis. Todo de cal y canto, carga su ornamentación barroca en la puerta. Sobre la línea original, están las bajas torres de mampostería. La torre del poniente se terminó en octubre de 1945. El interior era originalmente barroco de la cual solo queda la concha del altar mayor. Uno neoclásico sustituyó al original, también barroco y en el coro, el escudo franciscano. El púlpito de piedra tiene sobre el tornavoz una estatuilla de Francisco de Asís. Es interesante el viejo corredor del curato, cuya construcción se atribuye al fray Francisco de Bocanegra. El templo es catalogado como monumento histórico por el Instituto Nacional de Antropología e Historia (INAH) para su preservación.

## Leyendas
El barrio es sitio de leyendas. Una se trata sobre «Bertha la loca», una mujer que camina por las calles del barrio pero si llega a ver un niño lo persigue porque su esposo le arrebató sus hijos. Una de las leyendas más conocidas en el estado cuenta que «la loca Zulley» fue plantada en el altar con su vestido de novia por su amado Rodolfo y se volvió loca, jamás perdiendo la esperanza de que regresara su amado algún día. Otra leyenda dice que en la época virreinal la calle Zamarripa era conocida como el «callejón del diablo» y causaba miedo entre los pobladores. Se cree que los adultos les contaban eso a sus hijos para controlarlos y evitar que salieran muy noche.

## Curiosidades
- El Barrio de San Juan de Guadalupe antes pertenecía a San Miguelito hasta que se convirtió en una villa independiente.
- Una de las casas más importantes del barrio se localiza en la calle 5 de mayo, donde se cuenta que la noche del 5 de octubre de 1910 se escondió ahí Francisco I. Madero antes de seguir su camino al norte.
- El Tranvía Turístico de San Luis Rey durante su recorrido por el barrio cuenta la historia de algunos edificios.
- El barrio ha logrado mantener su apariencia barroca debido a que casi no ha sido intervenida.
- El barrio es mencionado en la canción San Luis Potosí de Jorge Negrete.[1]